# Andaspis rutae
Andaspis rutae är en insektsart som beskrevs av Tang 1986. Andaspis rutae ingår i släktet Andaspis och familjen pansarsköldlöss. Inga underarter finns listade i Catalogue of Life.